# Фазенда

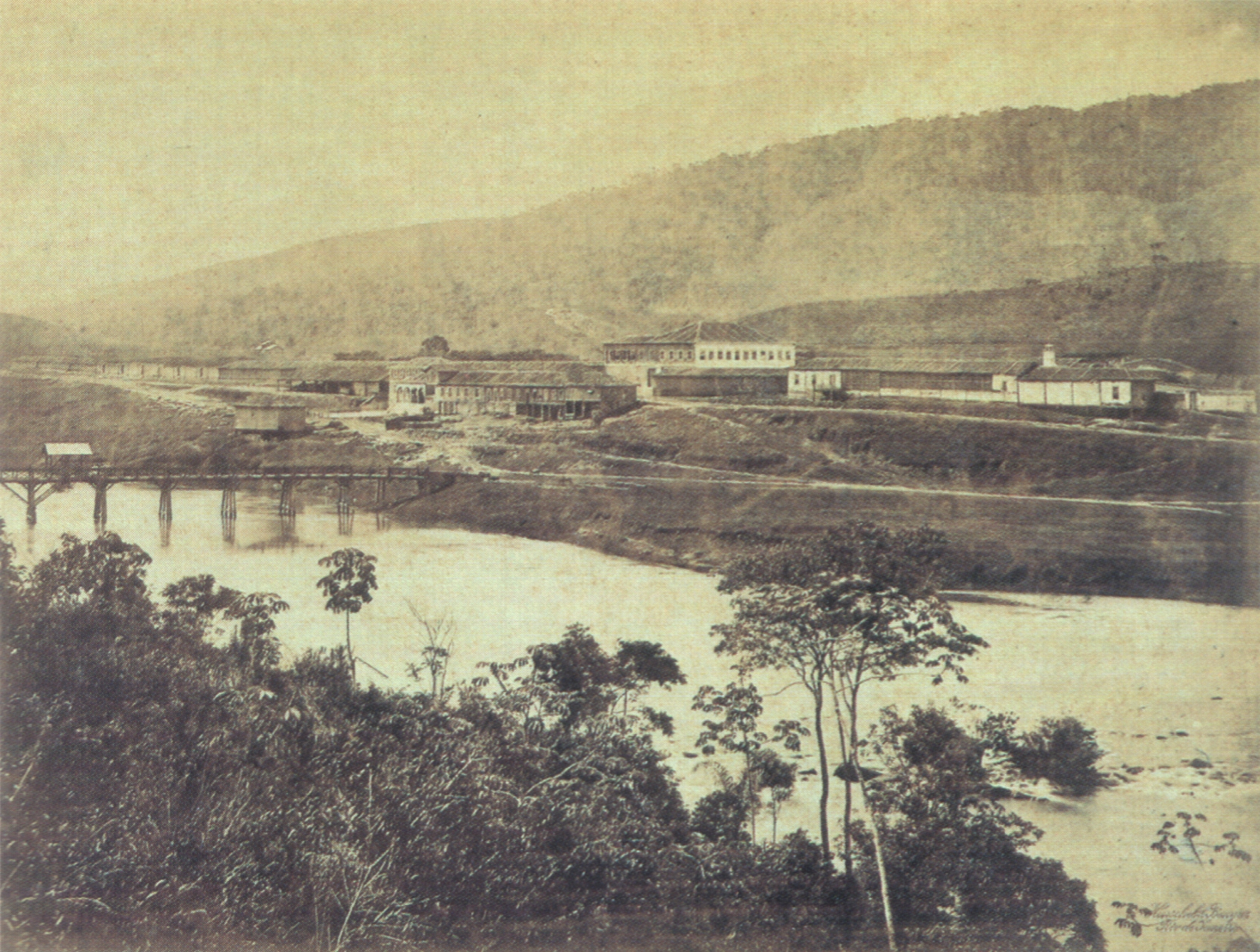
«Фазенда Кажоейра», Альберто Хеншель, 1875

Фазенда (порт. fazenda) — назва плантації в Бразилії у її колоніальний період (XVI—XVIII ст.). Фазенди були поширені у північно-східному регіоні Бразилії, де виробляли цукор, а в XVIII столітті їх почали створювати і на південному сході, де виробляли каву. 
Сьогодні у бразильській португальській мові фазендою називають будь-який вид ферми.

## Історія
У колоніальний період Бразилії з неї експортували багато цукру та кави: так, 1850 року кава займала понад 50% експорту країни — і це становило більше половини світового виробництва кави. Усю продукцію виробляли раби на плантаціях — фазендах; власника фазенди називали фазендейру. На типовій фазенді працювали 200—300 рабів: чоловіків, жінок та їхніх дітей. Більшість фазенд мали одну аптеку, дві невеликі лікарні — для чоловіків та жінок — та приміщення, яке слугувало церквою. У неділю раби на фазендах мали час на себе.
Раби страждали від надзвичайно важких умов праці, були бідно одягнені, жили в тісних рабських хатинах (порт. senzelas), зазвичай по одній-дві особи. На добу вони мусили працювати до 16 годин, їх контролював рабський наглядач (порт. feitor). Саму найману працю землевласник оплачував переважно продуктами сільського господарства (натуральне господарство). Завдяки такій системі кожна фазенда була самодостатньою і могла забезпечити життя своїх рабів.  
Разом із розширенням виробництва кави відбулося посилення рабства як основної форми праці в країні. За останні 50 років работоргівлі в Бразилії понад 1,4 мільйона африканців потрапили в рабство, і навіть після припинення трансатлантичної работоргівлі рабство в країні тривало до 1888 року, коли його скасували так званим Золотим законом.
Через збільшення прибутку від торгівлі кавою після 1850 року економіка Бразилії зростала та процвітала. Залізниці, пароплави та телеграфні лінії були зведені в Бразилії за рахунок грошей, які фазенди отримували зі свого врожаю кави. У зростаючих містах, таких як Ріо-де-Жанейро та Сан-Паулу, середній клас, який складали торговці, юристи та міські робітники, знову ж таки, виріс за рахунок грошей, які надходили від фазенд.

## У популярній культурі
У 1970—1980-х роках широкої популярності набув бразильський серіал «Рабиня Ізаура», події якого розвивалися на території фазенди. У кінці 1980-х років серіал показували в СССР, він мав велику аудиторію глядачів, і в розмовній мові люди часто стали називати свої дачі «фазендами».
1991 року український гурт «Аванс» з Запоріжжя випустив на касеті альбом «На фазенді», який починався піснею «Фазенда».

## Галерея

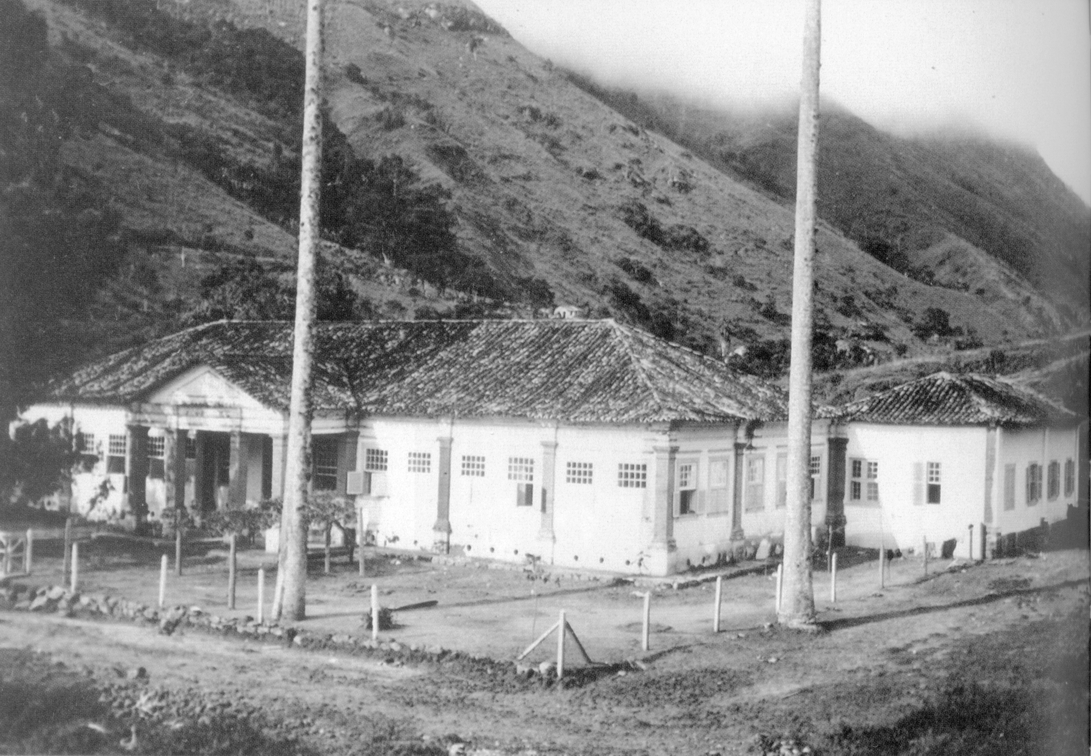
Фазенда П'єдаде
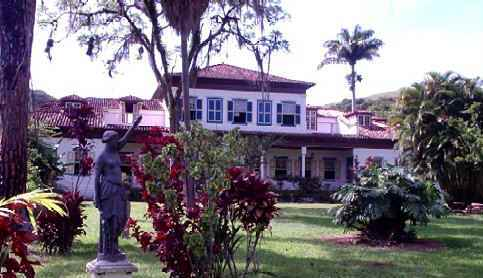
Фазенда у долині Параіба, Бразилія
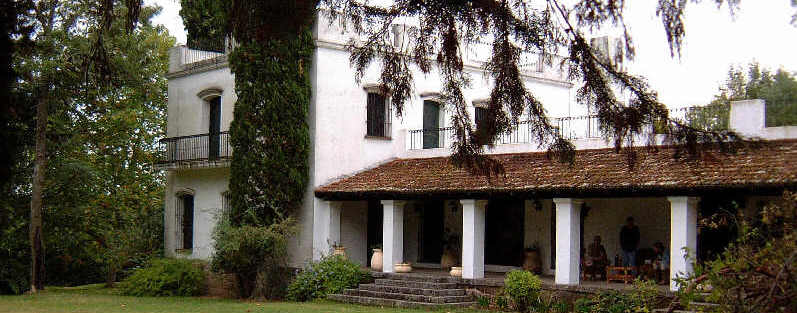
Фазенда в Уругваї